# Trinità (Nicola Maria Rossi)
La Trinità è un dipinto olio su tela (210×160 cm) di Nicola Maria Rossi, databile al 1723 circa e conservato nella chiesa di San Nicola alla Carità a Napoli.
L'opera si colloca vicina allo stile di Francesco Solimena, caposcuola della pittura napoletana del Settecento, nonché maestro del Rossi. La tela raffigura Cristo ed il Padre Eterno con la colomba dello Spirito Santo adagiati sulle nuvole e circondati da uno stuolo di cherubini. Di particolare fattura sono le soluzioni plastiche dei corpi, in particolar modo quello dell'angioletto in basso a sinistra reggente la croce. 
Il dipinto ha vissuto nel corso della sua storia diversi restauri, un primo eseguito nel corso del XIX secolo, che ha evidenziato alcuni ripensamenti dell'autore durante l'esecuzione dell'opera, e l'ultimo nel 2009.